# Dennis Kenney
Dr. Dennis Kenney amerikai divattervező, stylist, énekes, színész, az Arroya Studio marketing igazgatója, 2020 óta a Harvard Üzleti Iskola nyilvános beszéd oktatója és a NYU Stern School of Business professzora. Emellett korábbi versenyszerű jégkorongozó. Kenney legismertebb szerepe a Grinch karakterének megformálása volt a Dr. Seuss Hogyan lopta el a Grincs a karácsonyt! című musicaljének New York-i sajtókörútján.

## Életrajz
Dennis Kenney Bostonban született. A Carnegie Mellon Egyetem College of Fine Arts karán szerzett Bachelor of Fine Arts diplomát színművészetből. Később a Northwestern University kommunikációs mesterképzésén tanult, jelenleg pedig doktori tanulmányokat folytat vezetéstudományból a Johns Hopkins University-n.

## Színházi karrier
Kenney professzionális színházi táncosként és énekesként kezdte pályafutását. Szerepelt többek között a Mamma Mia!Las Vegas-i produkciójában Eddie szerepében, valamint a 42nd Street országos turnéjában és a Mame 40. évfordulós felújításában a Kennedy Centerben, ahol többek között Christine Baranski-val is együtt dolgozott. Tagja volt a Pokémon Live! eredeti amerikai turnéjának is.

## Televíziós szereplések
Kenney szerepelt a CBS Ethnic Diversity Comedy Showcase programjában, valamint kisebb szerepet játszott a The Young and the Restless sorozatban. Első főműsoridős televíziós szereplése a Comedy Central műsorán volt, ahol Alex Rodriguez paródiáját adta elő az Onion Sportsdome első epizódjában. További szereplései közé tartozik a The Today Show, CNN Starting Point, Fox and Friends, The Couch és The Better Show. Hangjátékszínészként közreműködött többek között a 4Kids produkcióiban, köztük a Pokémon Live! soundtrackjében is, ahol Brock hangját adta. 2001-ben egy hivatalos Pokémon-promóciós videót vezetett Andrew Rannells-szel együtt, amelyet a Target áruházakban forgalmaztak.
2019-ben a TLC Trading Spaces 10. évadának ruházati felügyelőjeként is dolgozott.

## Stylist-karrier
2014-ben Kenney megalapította a Style with Den nevű stílus- és tanácsadó céget, ahol kreatív igazgatóként dolgozik. 2019 óta többek között a Good Morning America, az ABC World News Now és a QVC stylistjaként is közreműködik. Ugyanebben az évben indította el saját divatmárkáját, a NONDK Apparel-t.

## Oktatási tevékenység
2020-ban csatlakozott a LIM College-hoz mint óraadó oktató, ahol üzleti és vállalkozási ismereteket tanított alapképzésen és mesterképzésen is. Emellett a massachusettsi Andover városában található Pike Schoolbeszédcsapatának edzője.
Kenney emellett kommunikációs és nyilvános beszédképzéseket tart olyan vezető intézményekben, mint a Harvard Business School és a Columbia University, ahol doktoranduszokat és professzorokat készít fel hatékony előadásmódra. Vállalati vezetők személyes márkaépítésében is részt vesz tanácsadóként.

## Ingatlanvállalkozás
Kenney 2019-ben a The New York Times hasábjain is megjelent ingatlanportfóliója kapcsán. Személyes márkaépítéshez kapcsolódó tapasztalatai a lakberendezéstől kezdve az ingatlanfejlesztésig terjednek.

## Személyes megközelítés
Kenney egyedülálló módon ötvözi a színházi művészet, a kommunikáció és a vezetés tudományát. Több mint 20 éves tapasztalatával célja, hogy ügyfelei ne csak magabiztosan és hatásosan kommunikáljanak, hanem hitelesen is jelenjenek meg saját történetük és személyiségük mentén.